# 滿都護
滿都護（1674年—1731年），清世祖第五子恭親王常寧之次子。
康熙四十二年（1703年），父親常寧逝世，三弟海善承襲爵位為貝勒。康熙五十一年（1712年），海善因放縱內監妄行而被革退，由滿都護承襲爵位為貝勒，可是滿都護屢次犯事，於雍正四年（1726年）被降爵位為貝子。其後再被降為鎮國公。雍正九年（1731年），滿都護逝世，以海善孫斐蘇承襲為貝勒。